# Якутский музей имени Ем. Ярославского
Якутский государственный объединенный музей истории и культуры народов Севера имени Ем. Ярославского (сокр. Якутский музей имени Ем. Ярославского; Яку́тский музе́й) — российский государственный музей в Якутске. Старейший и один из крупнейших музеев Якутии.

## История
Датой создания музея считается 20 февраля 1887 года, когда Якутский областной статистический комитет, под влиянием совершённых за год до того в Якутии археологических открытий, принял решение о создании при комитете музея. Инициатором организации музея являлся секретарь статистического комитета Андрей Иннокентьевич Попов. В 1891 году музей фактически открылся и принял первых посетителей в помещении одной из лавок якутского гостиного двора. Первыми экспонатами музея в конце XIX века стали палеонтологические находки — черепа и кости быка, тигра и других животных. В 1911 году музей переселился и занял один этаж в новом двухэтажном здании, построенном специально для него (на другом этаже обосновалась библиотека). Музей был подчинён различным местным структурам: в 1913 году передан в ведение Якутского отдела Императорского Русского географического общества. Экспозиция в 1910-е годы состояла из 7 отделов: естественно-исторический, антропологический, археологический, промышленный, кустарно-промышленный, сельскохозяйственный, предметов неместных и сопредельных стран. В деятельности музея до революции 1917 года активное участие принимали политссыльные. В 1915—1917 годах должность консерватора (заведующего музеем) занимал политссыльный большевик М. И. Губельман (Ем. Ярославский), который составил систематизированные каталоги всех коллекций музея.
После Октябрьской революции музей продолжил существование под контролем местных советских органов, в его деятельности упор был сделан не только на палеонтологию, зоологию и ботанику, но и на археологию, культуру и историю народов севера, проводились выставки на тему истории рабочего движения. В 1924 году музею присвоено имя Е. М. Ярославского. В 1926 году музею было передано здание, строившееся в 1913—1924 годах, изначально для архиерейских покоев (архитектор К. А. Лешевич), в этом же здании музей располагается в 2020-е годы, оно признано памятником истории. Научные экспедиции музея в 1930-е годы внесли огромный вклад в изучении исторических и археологических памятников якутского народа Средневековья и Нового времени.
С 1940 года носил название «Якутский республиканский краеведческий музей им. Е. М. Ярославского.» При нём были образованы ряд филиалов — «Большевики в якутской ссылке» (1951; ныне Дом-музей «Якутская ссылка»), мемориальный Дом-музей Е. М. Ярославского (1968), мемориальный дом-музей М. К. Аммосова (1987), Черкехский музей (1977), районные (улусные) филиалы. В 1978 году краеведческий музей был преобразован в Якутский государственный объединённый музей истории и культуры народов Севера им. Е. М. Ярославского.
В 2002 году на территории музея полностью сгорела древнейшая постройка Якутии на тот момент — надвратная башня Якутского острога.
В 2004 году к существующему корпусу было пристроено новое трёхэтажное здание. Экспозиции музея были расширены, а часть постоянных экспозиций переформированы и обновлены.
В 2020 году главный корпус музея был признан аварийным вследствие таяния вечной мерзлоты под фундаментом здания. С момента постройки в 1924 году здание главного корпуса ни разу капитально не ремонтировалось. В 2021 году главный корпус был закрыт на реставрацию. Стоимость ремонта здания составила 160 миллионов рублей.
Коллекция музея насчитывает более 100 тысяч экспонатов. Музей активно участвует в научной, просветительной и образовательной деятельности. За период деятельности музея неоднократно проводились выездные выставки его экспозиции в других городах СССР и России, а также в зарубежных странах (Польша, Япония, Франция).
До конца XX века музей активно использовал аббревиатуру ЯГОМИК. В 2023 году планировалось переименование музея, однако в итоге руководство объявило о том, что официальное полное его название останется прежним, но в повседневной жизни чаще будет использоваться сокращённое название («Якутский музей имени Ем. Ярославского» или «Якутский музей»).

## Структура
Имеет 7 филиалов:
- Дом-музей «Якутская ссылка» (г. Якутск);
- Дом-музей Ем. Ярославского (г. Якутск);
- Мемориальный дом-музей М.К. Аммосова (г. Якутск);
- Республиканский музей истории государственности РС(Я) им. М. К. Аммосова (с. Хатырык);
- Музей государственности РС(Я) им. И.Н. Барахова (с. Кюль);
- Музей государственности РС (Я) им. П.А. Ойунского (с. Черкёх);
- Черкехский историко-мемориальный музей «Якутская политическая ссылка» (с. Черкёх).